# خانه اشرفی
خانه اشرفی مربوط به دوره قاجار است و در خوسف، خیابان شهید مطهری، کوچه شهید محمد علی عبادی واقع شده و این اثر در تاریخ ۲۵ اسفند ۱۳۷۹ با شمارهٔ ثبت ۳۴۴۷ به‌عنوان یکی از آثار ملی ایران به ثبت رسیده است.